# Échillais
Échillais   är en ort i västra Frankrike, belägen i departementet Charente-Maritime i regionen Nouvelle-Aquitaine.

## Läge
Échillais ligger 33 km söder om La Rochelle som är huvudstad i Charente-Maritime. Orten ligger också 3 km söder om Rochefort och 15 km norr om Marennes.
Hela orten ligger vid den vänstra stranden av floden Charente. Orten ligger cirka 15 km från dennas mynning i Atlanten.
År 1900  byggdes en metallhängbro över Charente som nu är en historisk bro med ett intressant museum som heter Maison du Transbordeur..

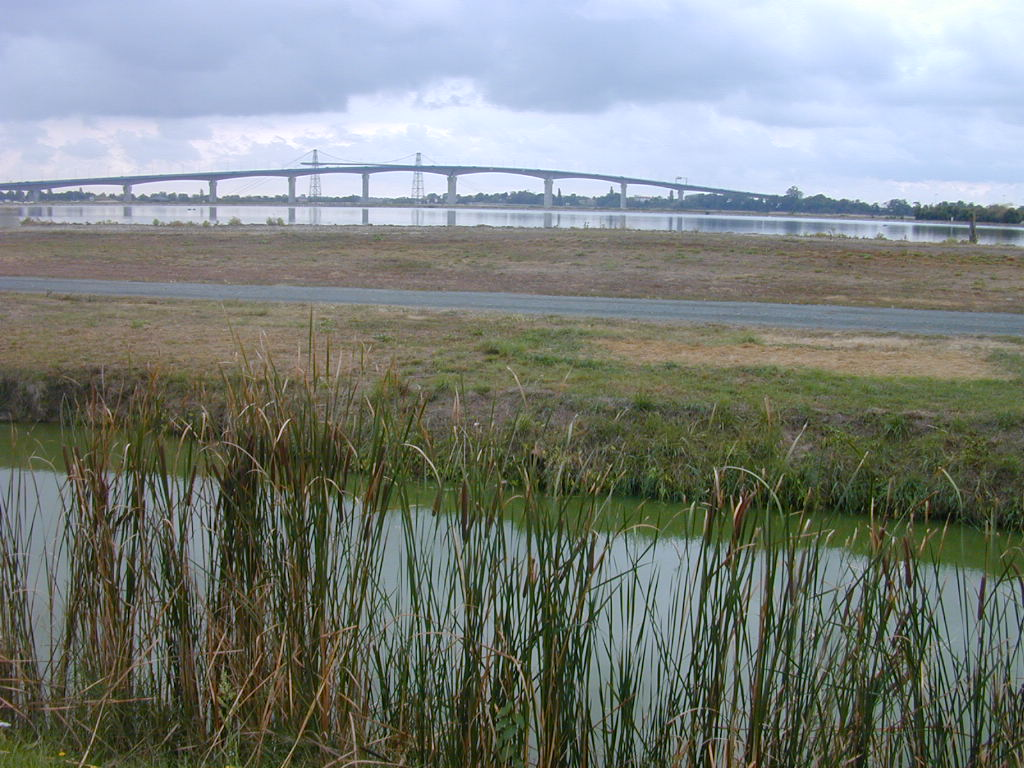
Den moderna bron över floden Charente mellan Rochefort och Échillais

År 1998 byggdes en modern bro över floden Charente mellan Rochefort, vid den högra stranden, och Échillais, vid den vänstra stranden. Den här bron kallas på franska Viaduc du Martrou.
Det finns i centrum av Échillais en fin romansk kyrka som är välkänd i hela Charente-Maritime och nu är en turistplats. Nämligen, finns det ett litet museum med kollektioner på 15 000 gamla leksaker som dockor, miniatyrer, små bilar.

## Befolkning
Orten ingår som del i Rocheforts södra förorter och har ungefär 3 300 invånare (2007). Det är framför allt en bostadsort som hade 1 800 invånare år 1975 och ungefär 2 700 invånare 1990.
Dess invånare kallas på franska Échillaisiennes (f) och Échillaisiens (m).

## Befolkningsutveckling
Antalet invånare i kommunen Échillais
| Referens: INSEE |

## Bilder på Échillais

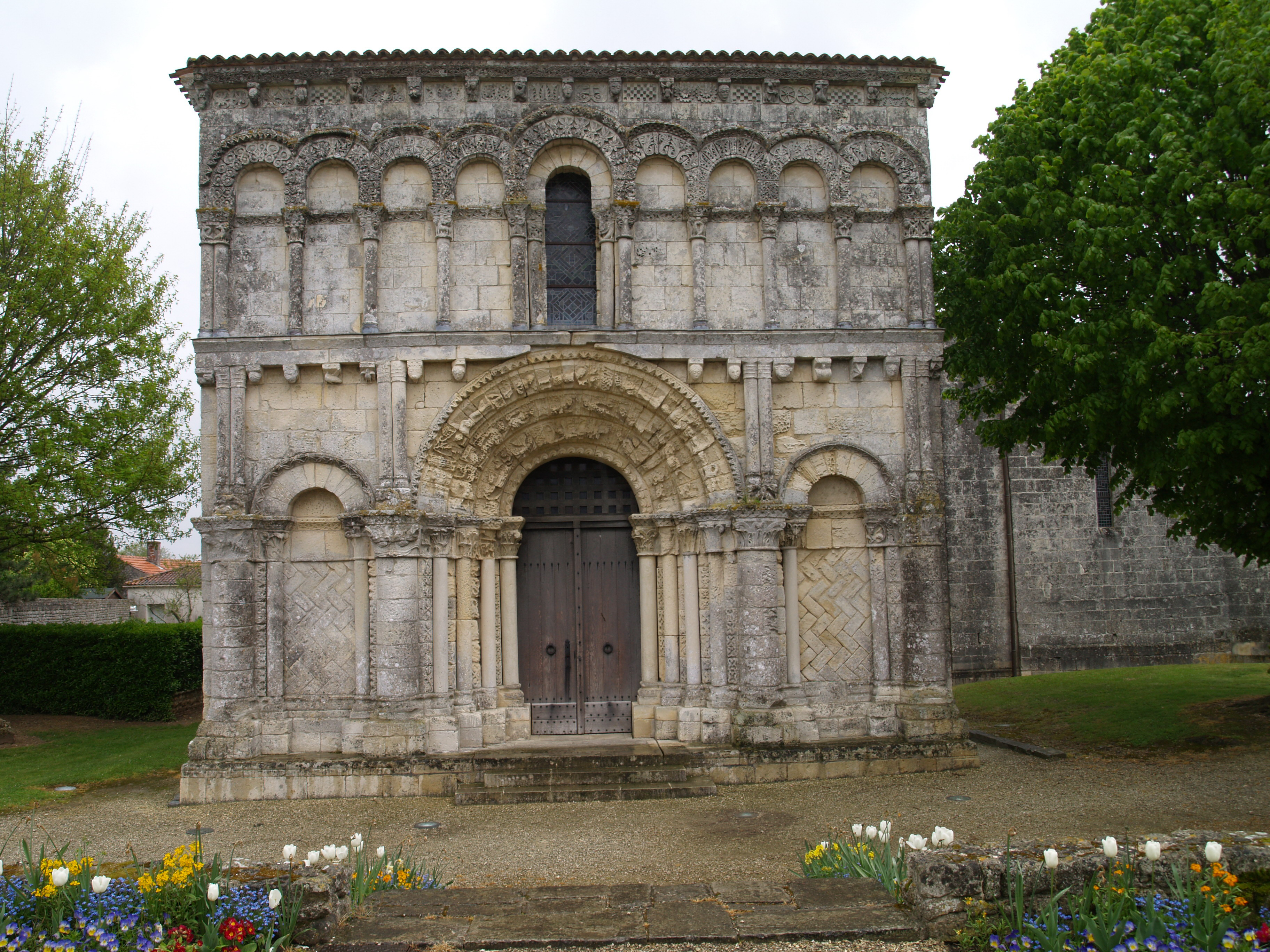
Échillais romanska kyrka.
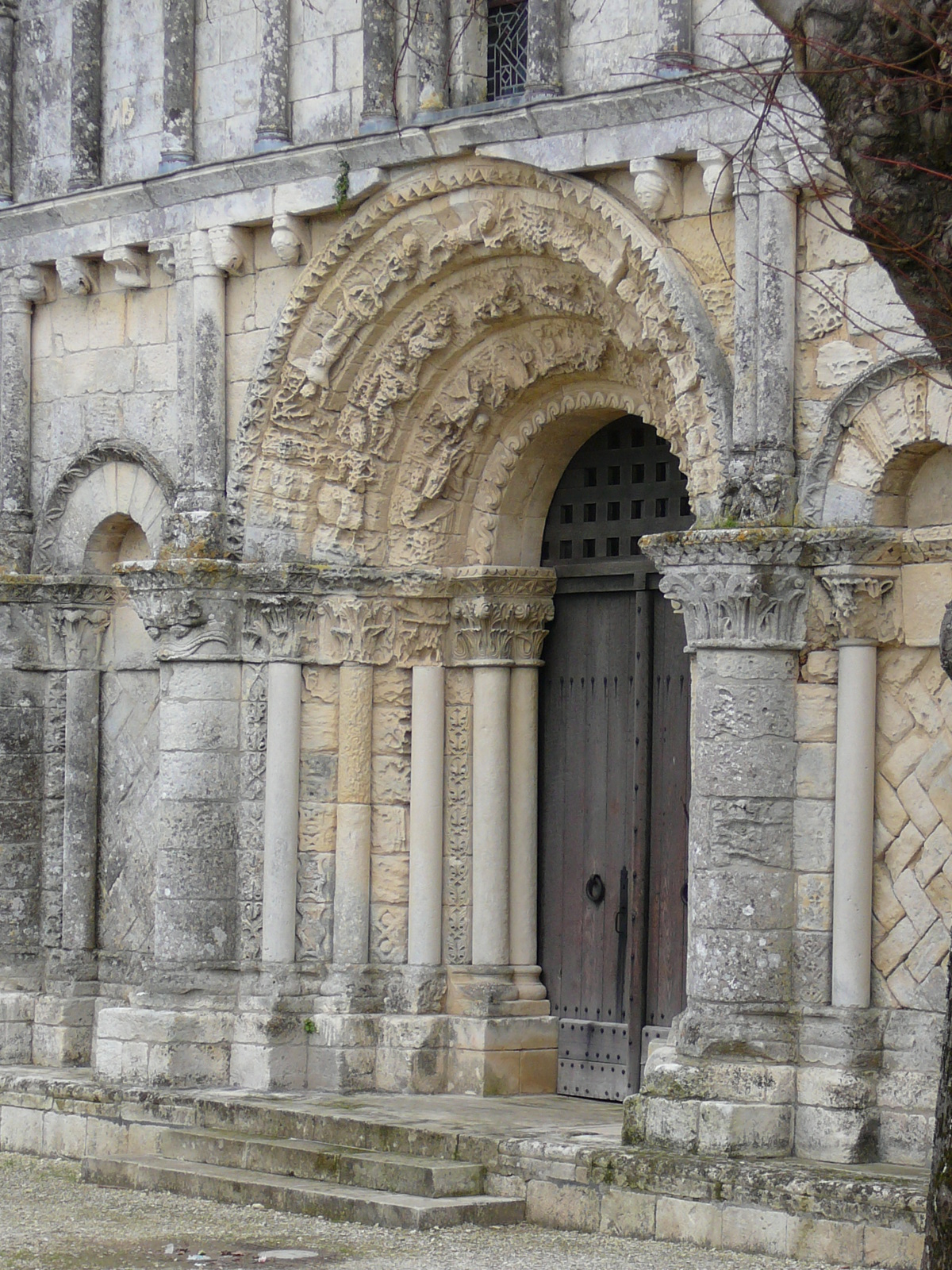
Entrén till Échillais kyrka.
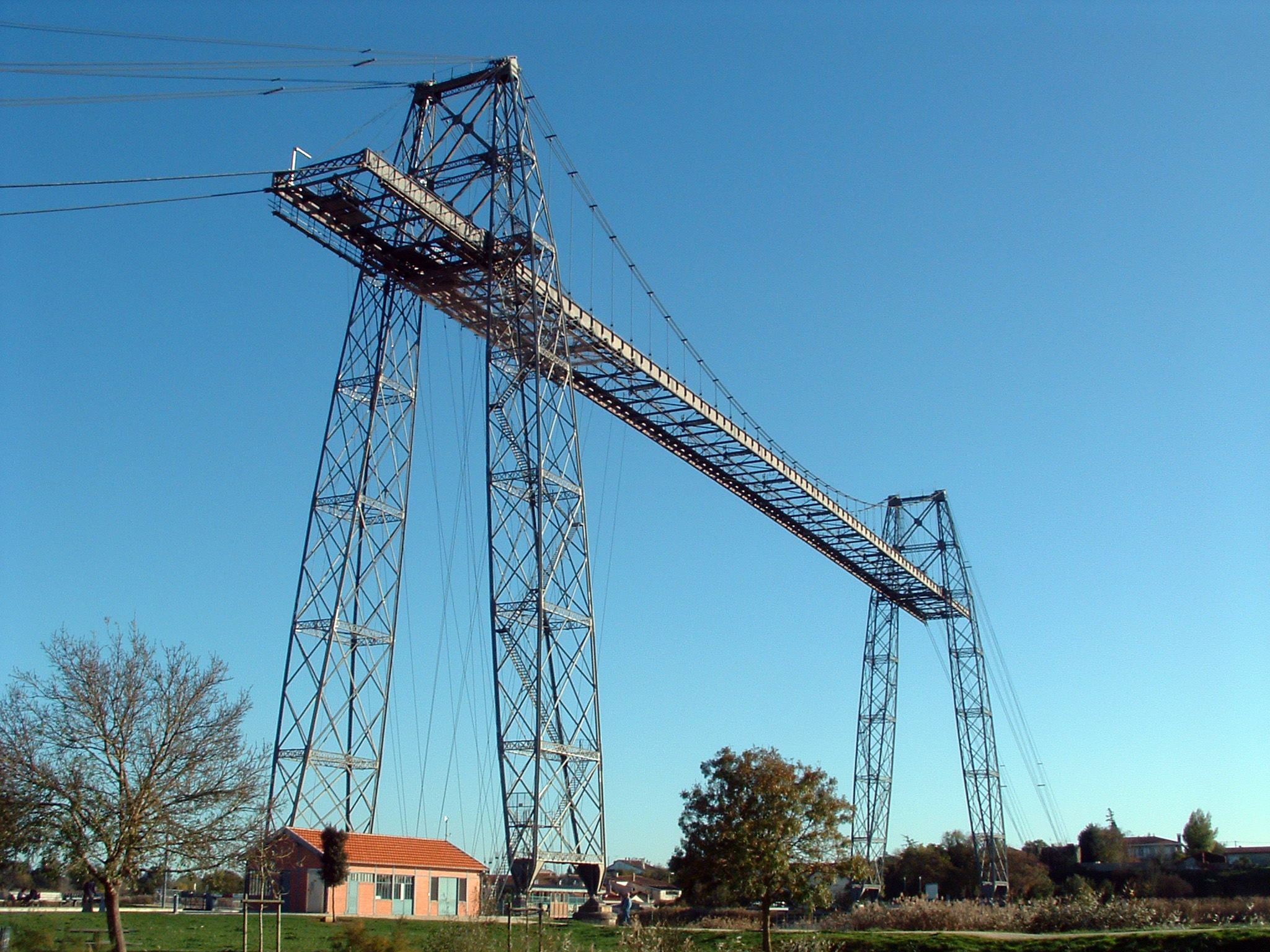
Metallhängbron över floden Charente i Échillais.
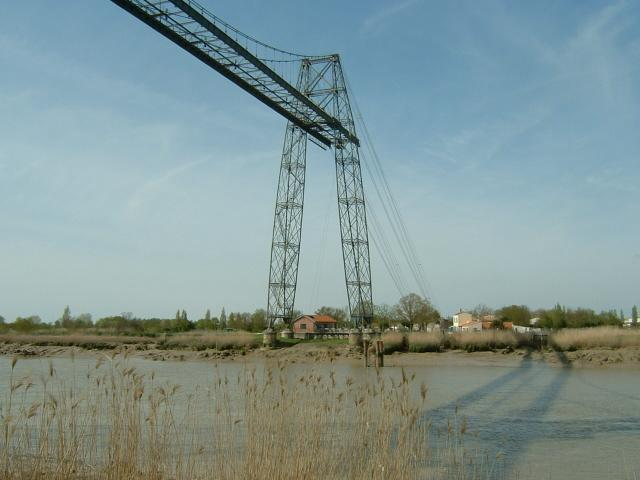
En annan bild på den historiska bron.